# Muarem Muarem
Muarem Muarem (makedonsky Муарем Муарем; * 22. října 1988, Skopje, SFR Jugoslávie) je severomakedonský fotbalový záložník a reprezentant, od ledna 2016 hráč klubu Qarabağ FK. Mimo Severní Makedonii působil na klubové úrovni v Turecku a Ázerbájdžánu.

## Klubová kariéra
- FK Rabotnički (mládež)
- FK Rabotnički 2008–2010
- →  FK Teteks (hostování) 2009–2010
- Orduspor 2010–2011
- FK Rabotnički 2011–2012
- Qarabağ FK 2012–2015
- Eskişehirspor 2015
- Qarabağ FK 2016–

## Reprezentační kariéra
Nastupoval za severomakedonské mládežnické reprezentace U17, U19 a U21.
V A-mužstvu Severní Makedonie debutoval 2. 9. 2011 v kvalifikačním utkání v Moskvě proti reprezentaci Ruska (prohra 0:1).